# Траункирхен
Траункирхен (нем. Traunkirchen) — коммуна (нем. Gemeinde) в Австрии, в федеральной земле Верхняя Австрия. Расположена на озере Траунзе.
Входит в состав округа Гмунден. Население составляет 1714 человек (на 31 декабря 2005 года). Занимает площадь 18 км². Официальный код — 40718.

## Политическая ситуация
Бургомистр коммуны — ШтР. Дипль.-Пед. Инг. Петер Ашенбреннер (АНП) по результатам выборов 2003 года.
Совет представителей коммуны (нем. Gemeinderat) состоит из 19 мест.
- АНП занимает 12 мест.
- СДПА занимает 7 мест.